# Antonio García Peris
Antonio García Peris (Valencia, 7 de enero de 1841-Valencia, 1 de julio de 1918) fue un fotógrafo español que mantuvo uno de los gabinetes más activos de la ciudad de Valencia desde 1862 hasta su fallecimiento.

## Biografía

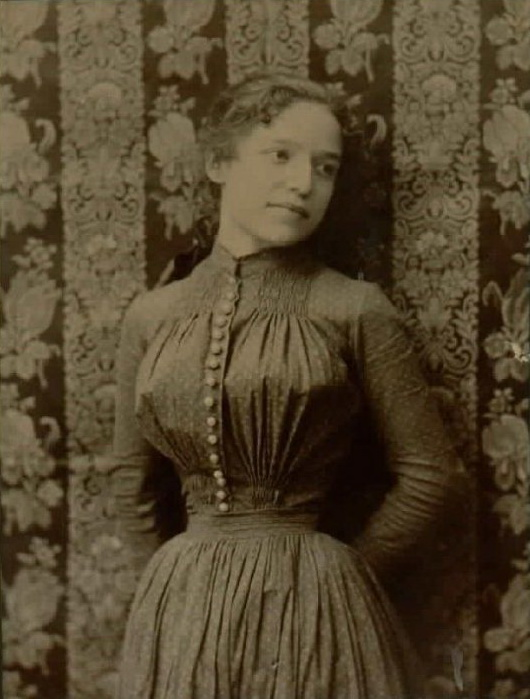
Retrato de Clotilde García del Castillo, hija del fotógrafo y esposa de Joaquín Sorolla. Hacia 1886.

García Peris fue durante años el fotógrafo favorito de la burguesía local y trabajó para empresas e instituciones valencianas, obteniendo diversos premios que culminarían con la medalla de oro en la Exposición Nacional de Fotografía de 1905 organizada en el Ministerio de Fomento por los profesionales del gremio.
Nacido en el seno de la modesta familia de un sastre, García Peris se formó como pintor en la Escuela de Bellas Artes de Valencia dedicándose, una vez terminados sus estudios, a pintar escenografías para el Teatro Principal de la misma ciudad. Allí, de la mano del pintor escenógrafo Baldomero Almejún, también fotógrafo, conoció la técnica fotográfica. En 1862 abrió, junto a Hipólito Cebrián, su primera galería fotográfica, con el atractivo comercial de presentarla "a piso bajo" permitiendo a su clientela retratarse en carruaje. Tres años después, el valenciano refundó su estudio, ahora en solitario para trasladarse a la Plaza de San Francisco (actual Plaza del Ayuntamiento) en 1867. 
El trabajo realizado a lo largo de la década de 1870 le reportó un importante prestigio profesional, buena posición social y notable fortuna, lo que le permitió comprar el edificio, decorado con pinturas de su amigo Antonio Cortina Farinós y abrir un nuevo y lujoso gabinete en 1878. El trabajo fundamental de García hasta ese momento había consistido en el retrato, una actividad de la que hoy se conservan numerosos ejemplos de admirable factura. 

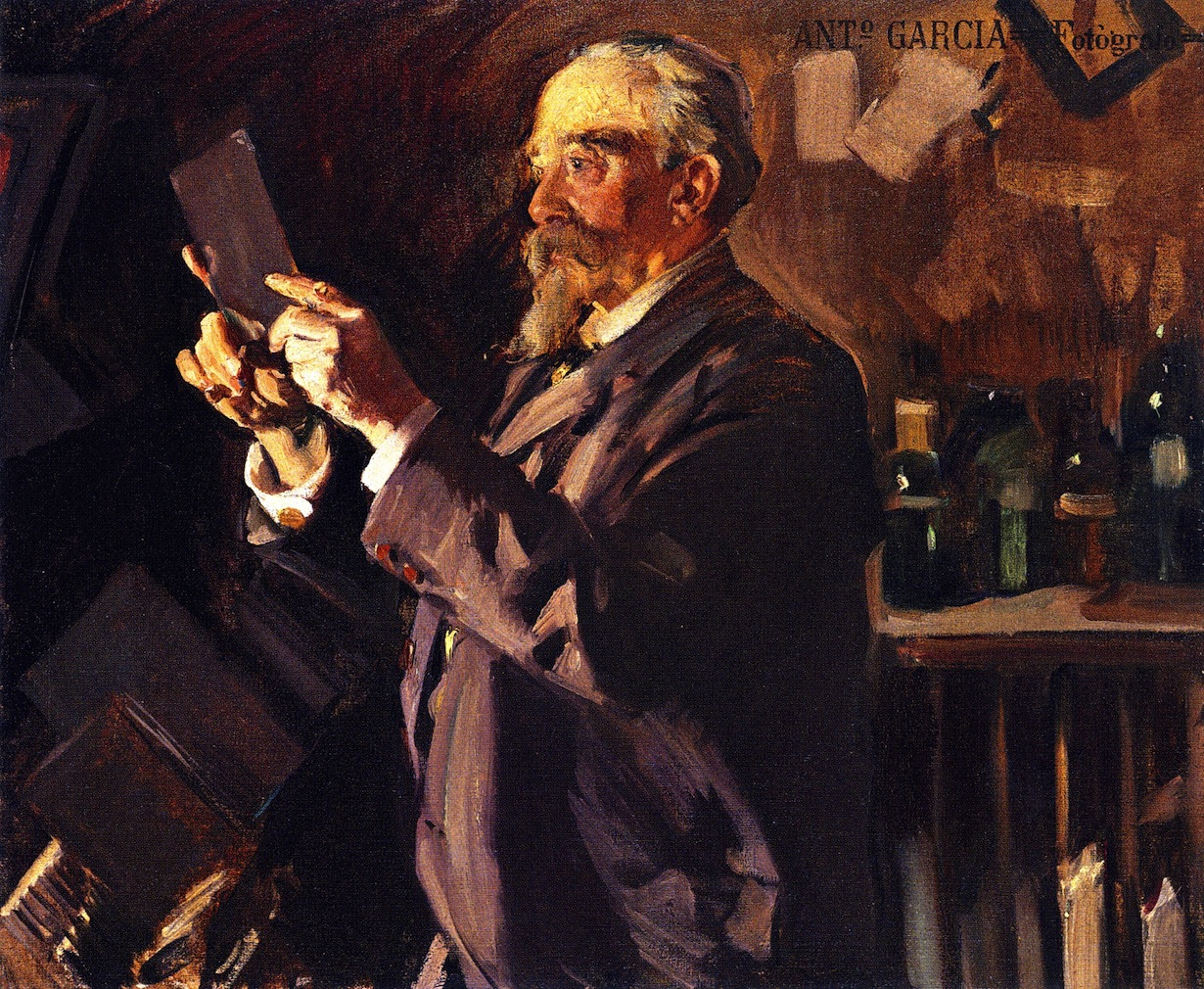
Retratado por Sorolla en su laboratorio (1908), Hispanic Society of America, Nueva York.

A partir de la década de 1880, sin embargo, también fotografiaría fábricas y maquinaria, realizando reportajes de las citas comerciales más importantes de la ciudad: realizó dos completos álbumes correspondientes a una exposición para motores de riego (en 1880) y otra sobre la Exposición Regional de 1883. Realizó asimismo un amplio álbum para recordar el paso de la Reina Regente por Valencia en 1888: en él se recogían imágenes de los arcos erigidos en honor a la Familia Real y las vistas de los edificios más importantes de Valencia. Hoy se conserva el ejemplar lujosamente encuadernado que la Diputación de Valencia envió a la soberana en el Archivo del Palacio Real. Algunos de sus retratos más notables y conocidos son los que hizo a Joaquín Sorolla, aunque también posaron para él los hermanos Benlliure (Mariano y José), Antonio Cortina Farinós, María Guerrero, Frascuelo, Pastora Imperio, Elisa Boldún y un largo etcétera.
A comienzos del siglo XX, cuando ya la fotografía derivaba a postulados pictorialistas a los que este fotógrafo era ajeno, García Peris era considerado todo un símbolo por los profesionales. En el año 1903 fue presidente de la Unión Fotográfica Valenciana y dos años más tarde obtendría la medalla de oro en la Exposición Nacional de Madrid. Kaulak en su revista La Fotografía, hablaba en aquel momento de él como “uno de los pocos clásicos que quedan de los tiempos que yo llamaría heroicos, puesto que fue de los que padecieron el colodión”.
Fue protector de Joaquín Sorolla cuando este era estudiante de Bellas Artes. García Peris necesitaba un ayudante y lo contrató. Pero hizo mucho más: le acogió en su casa, le dio una pensión mensual, un lugar para trabajar... Fue su amigo y su mentor, le introdujo en los círculos artísticos de la época y más tarde se transformó en su suegro al casarse el pintor con Clotilde García del Castillo, segunda hija del fotógrafo.